# Iglesia de San Cipriano (Infiesto)

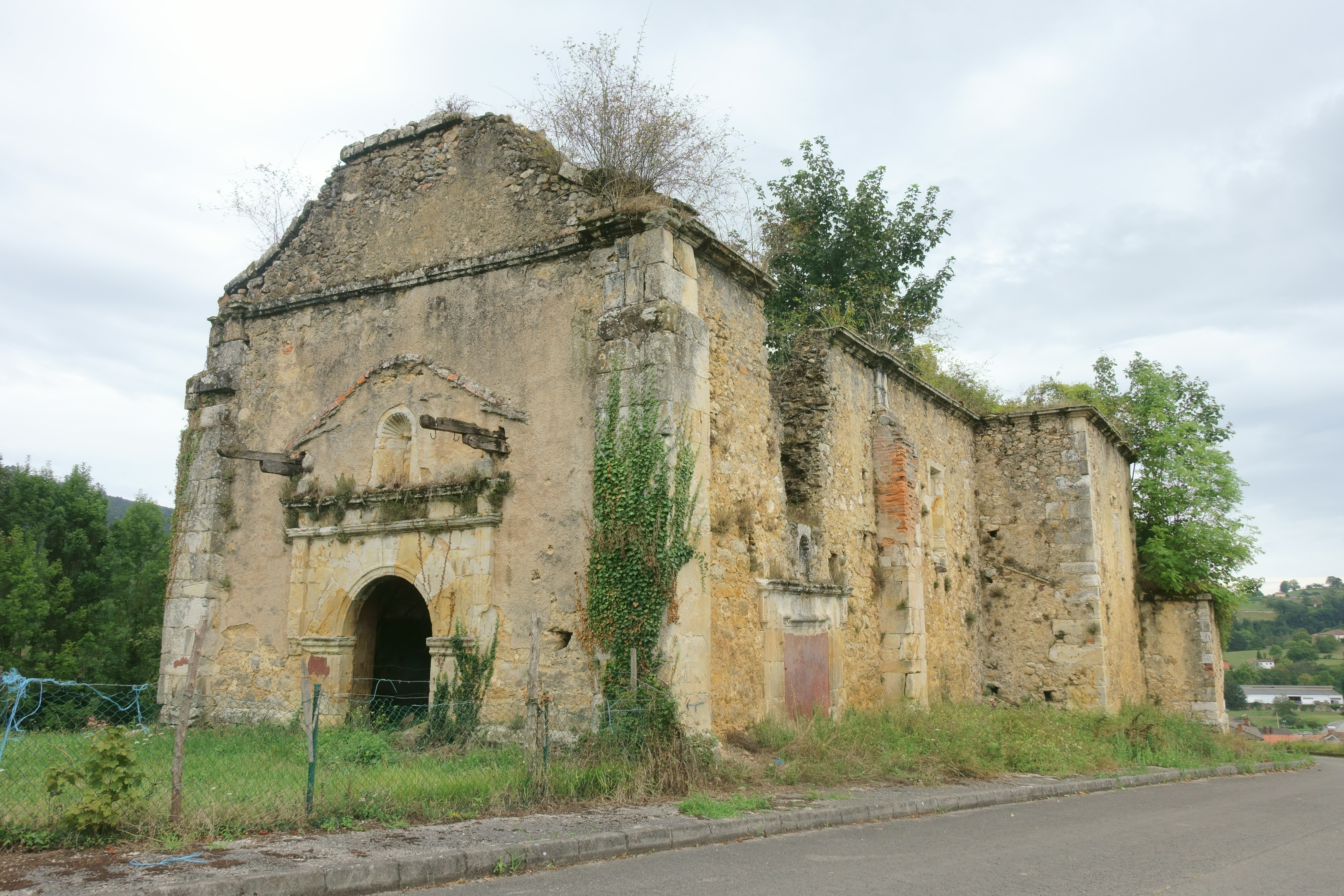
Ruinas de la iglesia en 2020

La iglesia de San Cipriano está situada en la parroquia de San Juan de Berbío, en el concejo asturiano de Piloña. Actualmente se encuentra en ruinas.
Es una iglesia fundada en el siglo XVI y ampliada en el XVIII con planta de cruz latina y cabecera cuadrada. Era una ermita que estaba bajo el patronato de las monjas benedictinas de Santa María de Villamayor. La iglesia está situada en un punto estratégico donde confluían el Camino Real que venía de Castilla y el de Santiago. Posee una sacristía adosada al templo.
Durante la guerra civil española fue usada como polvorín e incendiadas las imágenes que albergaba, permaneciendo abandonada desde entonces. Con el paso de los años se han extraído hornacinas y la espadaña.